# Ferdinand Maemba Liwoke
Ferdinand Maemba Liwoke (* 8. April 1939 in Gamangwa, Demokratische Republik Kongo) ist ein kongolesischer Geistlicher und emeritierter römisch-katholischer Bischof von Lolo.

## Leben
Ferdinand Maemba Liwoke empfing am 15. August 1969 das Sakrament der Priesterweihe.
Am 17. März 1983 ernannte ihn Papst Johannes Paul II. zum Titularbischof von Baliana und bestellte ihn zum Weihbischof in Lolo. Der Erzbischof von Mbandaka-Bikoro, Frédéric Etsou-Nzabi-Bamungwabi CICM, spendete ihm am 10. Juli desselben Jahres die Bischofsweihe; Mitkonsekratoren waren der Bischof von Lolo, Joseph Ignace Waterschoot OPraem, und der Bischof von Lisala, Louis Nganga a Ndzando. Am 28. August 1987 ernannte ihn Papst Johannes Paul II. zum Bischof von Lolo.
Papst Franziskus nahm am 29. Januar 2015 seinen altersbedingten Rücktritt an.